# Grand opéra
Pour les articles homonymes, voir Grand Opéra.

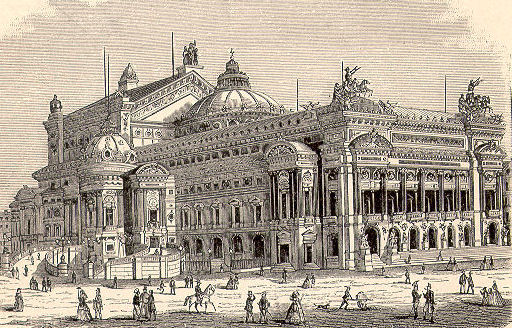
L'Opéra Garnier est inauguré le 5 janvier 1875 avec des extraits de La Juive de Jacques Fromental Halévy et des Huguenots de Giacomo Meyerbeer. Jusque-là, les grands opéras étaient donnés dans la salle de la rue Le Peletier, qui fut l'opéra de Paris de 1821 à 1873.

Le grand opéra est un genre d'opéra du XIXe siècle, généralement en quatre ou cinq actes, caractérisé par une distribution et un orchestre de grande envergure, de prodigieux décors et de spectaculaires effets de scène, basé sur une intrigue tirée d'un événement historique dramatique. Le terme s'applique plus particulièrement à de tels ouvrages montés à l'Opéra de Paris de la fin des années 1820 jusqu'aux alentours de 1870. Il a aussi été employé pour désigner la salle d'opéra de Paris, à savoir successivement l'opéra Le Peletier (de 1821 à 1873) et l'opéra Garnier (à partir de 1875). Il est également utilisé familièrement à l'égard d'ouvrages plus récents ou même d'œuvres contemporaines françaises, allemandes, italiennes ou d'autres pays européens aux proportions monumentales.

## Les origines

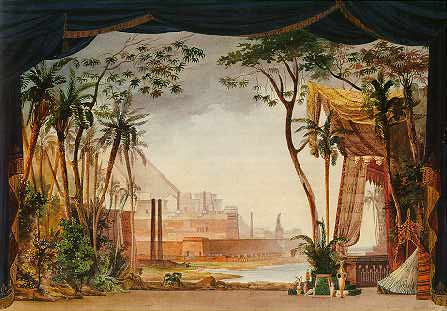
Décors de l’acte I du Moïse et Pharaon de Rossini pour l’Académie royale de musique en 1827

Paris, au tournant du XIXe siècle, attirait de nombreux compositeurs, français comme étrangers, essentiellement d'opéras. Plusieurs auteurs italiens de cette période comme Luigi Cherubini démontrèrent que l'usage du récitatif était adapté à la puissance des drames qui avaient été écrits. D'autres, comme Gaspare Spontini, écrivirent des œuvres à la gloire de Napoléon. Ces opéras étaient composés dans une large mesure à l'attention de l'Empereur. D'autres facteurs qui conduisirent à la suprématie parisienne des spectacles d'opéra tenaient à la faculté de l'Opéra de Paris de monter des œuvres considérables, de recruter d'éminents peintres de scène, décorateurs et techniciens, et à la longue tradition du ballet français et de la mise en scène : le théâtre avait dans ses rangs des metteurs en scène et des décorateurs innovants comme Henri Duponchel, Pierre-Luc-Charles Cicéri (auquel on doit le premier spectacle éclairé au gaz : Aladin ou la lampe merveilleuse de Nicolas Isouard en 1823) ou Jacques Daguerre (inventeur du Diorama, il supprima l'ancien système italien des châssis qui empêchait les effets de perspective).

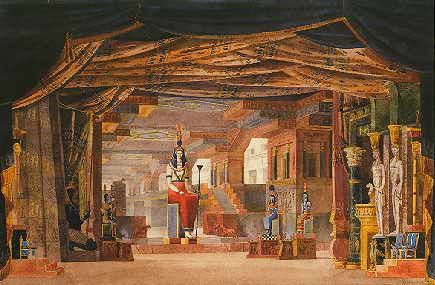
Décors de l’acte III de Moïse et Pharaon.

Plusieurs opéras sont considérés comme les précurseurs du grand opéra français : La Vestale (1807) et Fernand Cortez (1809, révision 1817) de Gaspare Spontini, Les Abencérages (1813) de Luigi Cherubini, Le Siège de Corinthe (1827) (adaptation pour Paris de son Maometto II) et Moïse et Pharaon (1828) (adaptation pour Paris de son Mosè in Egitto) de Gioachino Rossini. Ils possèdent les caractéristiques de taille spectaculaire normalement associées au grand opéra français. Un autre important précurseur est Il crociato in Egitto de Giacomo Meyerbeer, devenu l'archétype du genre. Dans Il crociato, créé par Rossini à Paris en 1825 après le succès de Venise, Florence et Londres, Meyerbeer mélangea le style de chant italien avec un style orchestral hérité de ses habitudes germaniques introduisant une bien plus large gamme d'effets théâtraux et musicaux que le traditionnel opéra italien. Il crociato, avec ses exotiques actions historiques, ses musiques de scène, ses spectaculaires costumes et son choc de cultures, présentait tous les traits sur lesquels était basée la popularité du grand opéra.

## Le ballet dans le grand opéra

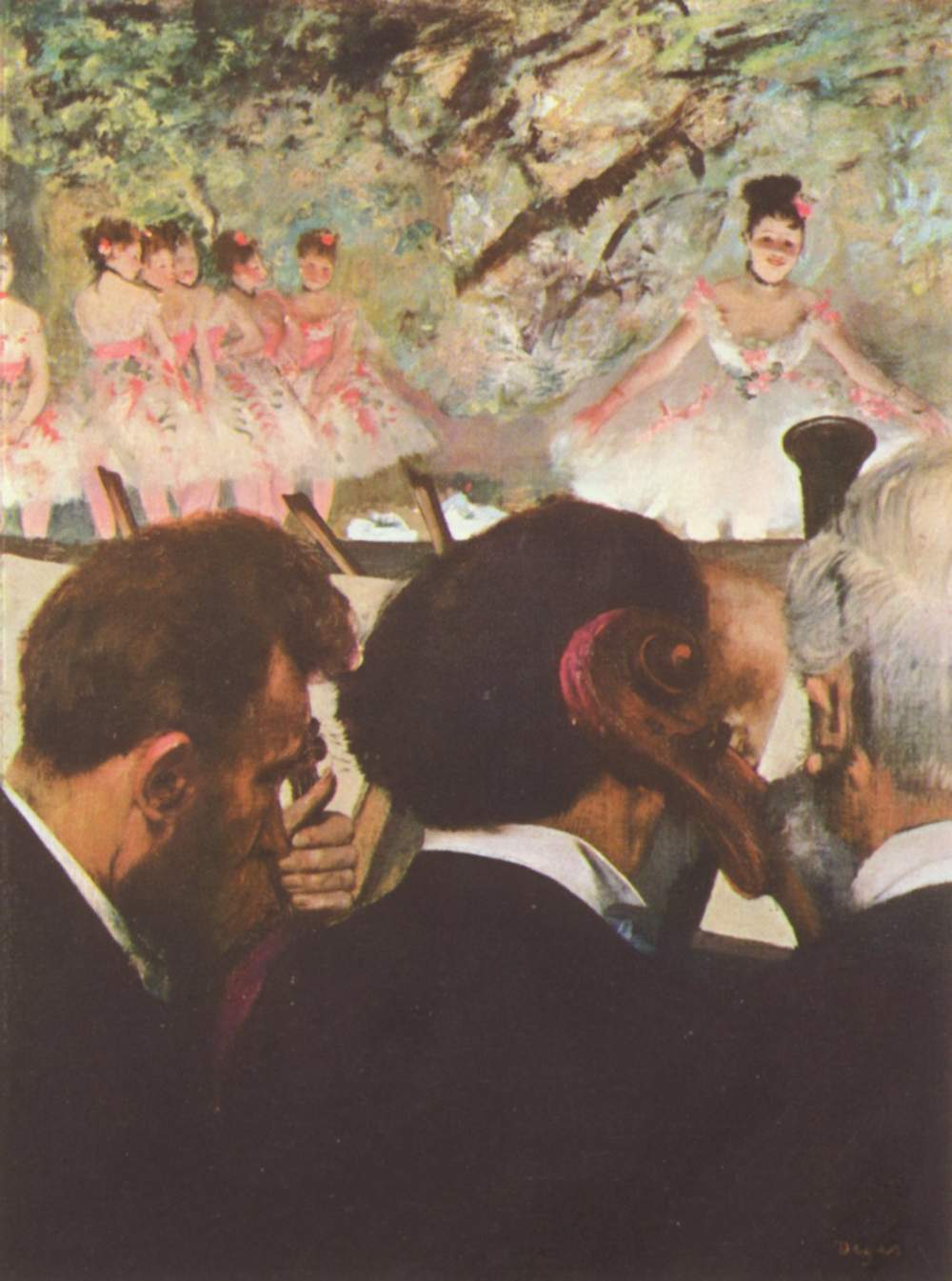
Edgar Degas, Musiciens à l'orchestre (1872, Musée Städel) Caractéristique du grand opéra : le ballet placé au début du deuxième acte pour satisfaire la demande des aristocratiques et richissimes mécènes.

L'une des caractéristiques du grand opéra tel qu'il a été développé à Paris autour de 1830 est constituée par la présence d'un grand ballet placé au début du troisième acte. Cette exigence n'était pas liée à des considérations esthétiques mais à la satisfaction de la demande des aristocratiques et richissimes mécènes, plus intéressés par les danseuses que par l'opéra et qui ne voulaient pas voir leurs habitudes dînatoires perturbées. Le ballet devenait donc un important élément du prestige social de l'opéra. Les compositeurs qui refusaient de se plier à cette tradition pouvaient en souffrir les conséquences comme Richard Wagner avec sa tentative de monter une révision de Tannhäuser sous la forme d'un grand opéra à Paris en 1861, qui dut être retiré de l'affiche après trois représentations, en partie parce que le ballet se trouvait au premier acte.
Auber a composé un ballet destiné à être intercalé au troisième acte de Don Giovanni de Mozart.

## En France

### Les débuts (1828-1829)
La première œuvre communément considérée comme un grand opéra est La Muette de Portici (1828) de Daniel-François-Esprit Auber. Cette histoire de révolution qui se déroule à Naples en 1647 et se termine sur une éruption du Vésuve dans lequel l'héroïne se précipite, incarnait le sensationnalisme musical et scénique qui allait devenir la marque de fabrique du grand opéra. Eugène Scribe, l'auteur du livret, occupait une place prépondérante dans le théâtre français depuis qu'il s'était spécialisé dans la transcription pour le mélodrame de sujets historiques adaptés au goût du public de l'époque. La Muette était son premier livret pour l'opéra ; il écrivit ou fut ensuite associé à l'écriture des livrets des grands opéras les plus célèbres. La réputation de La Muette s'accéléra encore après qu'elle fut devenue le symbole d'une véritable révolution, lors de sa représentation à Bruxelles en 1830.
Elle fut suivie en 1829 par Guillaume Tell, le chant du cygne de Gioachino Rossini. Toujours plein de ressources, Rossini, qui avait grandement contribué à la création d'un style d'opéra italien auquel était attaché le théâtre européen, sut reconnaître le potentiel offert par les nouvelles technologies, la taille plus importante des théâtres et des orchestres, l'instrumentation moderne, et prouva avec cette œuvre qu'il pouvait s'élever au niveau d'un grand opéra. Mais sa confortable situation financière et le changement de climat politique après la Révolution de Juillet l'incitèrent à abandonner la profession et ce fut sa dernière composition pour le public.

### L'âge d'or (1830-1850)
Après l'accession au trône de Louis-Philippe, le nouveau régime décida de privatiser l'Opéra jusque-là à la charge de l'État. Louis Véron, un homme d'affaires réputé pour ne rien connaître à la musique emporta le contrat. Or, il se montra rapidement avisé en investissant résolument dans la formule du grand opéra pour répondre au goût du public. Sa première production fut une œuvre de Meyerbeer prévue de longue date mais dont la première avait été différée pour cause de Révolution. Ce fut un choix heureux tant pour Véron que pour Meyerbeer – comme le notait Berlioz, Meyerbeer avait « non seulement la chance d'être talentueux, mais le talent d'être chanceux ». Son nouvel opéra, Robert le Diable, coïncidait parfaitement avec les sentiments libéraux des années 1830. Son puissant mélange de mélodrame, de spectaculaire, de lubricité (le ballet des fantômes des nonnes débauchées), d'arias et de chœurs dramatiques s'accordait tout à fait avec les nouveaux canons du goût dictés par la riche bourgeoisie. Le succès de Robert le Diable fut aussi spectaculaire que sa production.
Au cours des années qui suivirent, Véron produisit le Gustave III d'Auber (1833, livret de Scribe, qui l'adaptera plus tard pour Un ballo in maschera de Verdi) et La Juive de Jacques Fromental Halévy (1835, livret de Scribe également), et commanda un nouvel opéra à Meyerbeer, Les Huguenots (1836, livret de Scribe et Deschamps), dont le succès allait s'avérer le plus durable parmi tous les grands opéras au cours du XIXe siècle.
Sa fortune faite à la tête de l'Opéra, Véron passa opportunément le relais à Henri Duponchel qui continua à appliquer cette heureuse recette avec des résultats financiers peut-être encore plus considérables. Entre 1838 et 1850, l'Opéra de Paris mit en scène de nombreux grands opéras dont les plus remarquables furent La Reine de Chypre (1841) et Charles VI (1843) d'Halévy, La Favorite et Les martyrs (1840) et Dom Sébastien, roi de Portugal (1843, livrets de Scribe) de Donizetti, ou Le Prophète (1849, Scribe encore) de Meyerbeer. 1847 vit la création du premier opéra de Giuseppe Verdi pour l'Opéra de Paris, Jérusalem, une adaptation dans le style du grand opéra de I Lombardi alla prima crociata.

### Les années 1850 et 1860

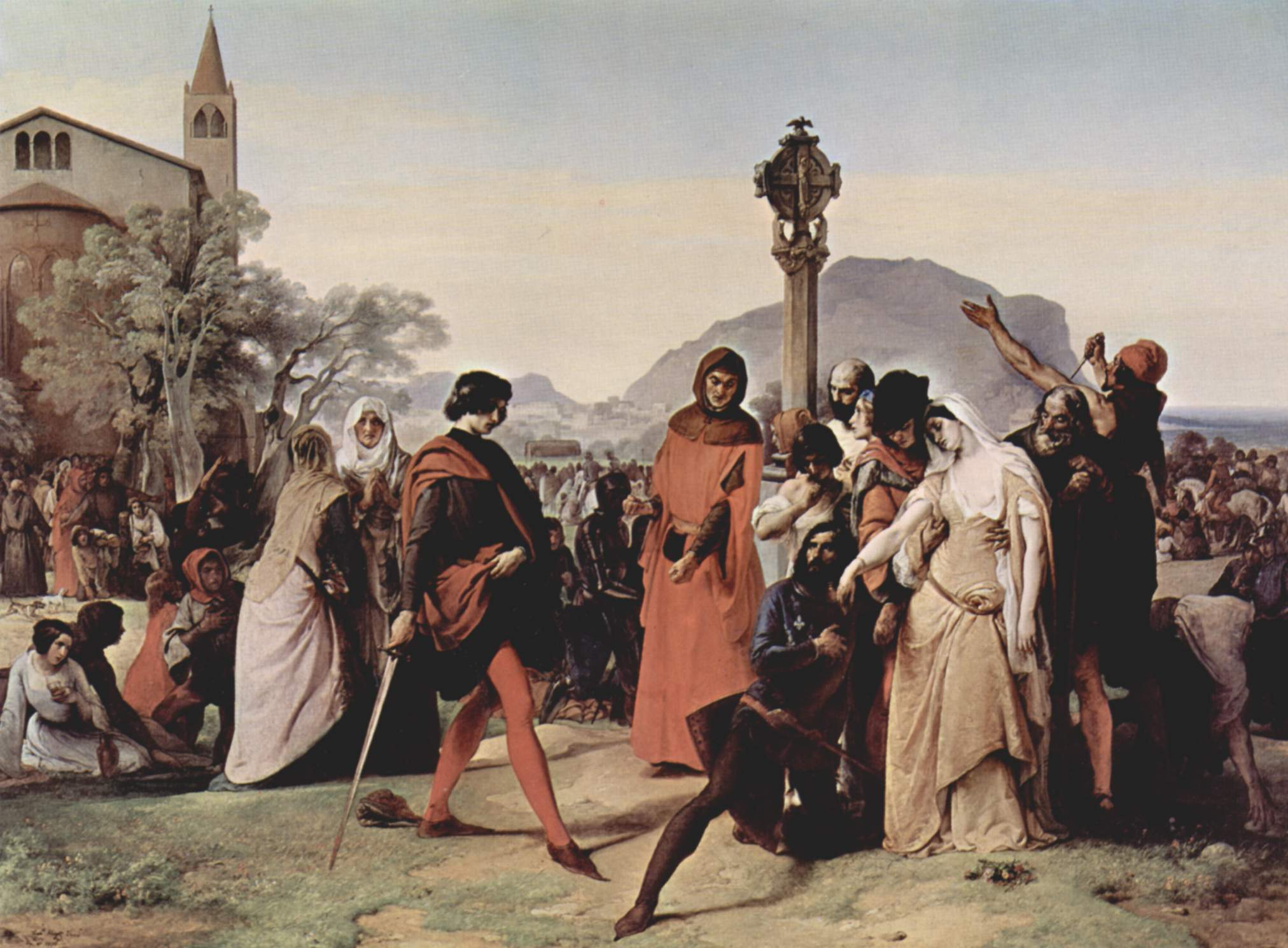
C'est par le traitement qu'en fit Giuseppe Verdi dans Les Vêpres siciliennes que le grand opéra vit son développement le plus significatif.
Illustrées ici par Francesco Hayez

Le développement le plus significatif — la réelle transformation — du grand opéra après 1850 se trouve dans le traitement qu'en fit Giuseppe Verdi dans Les Vêpres siciliennes (1855), par ailleurs beaucoup plus souvent joué, dans sa version en italien, dans la péninsule et dans les autres maisons d'opéra, qu'en France. Le goût pour le luxe et l'extravagance dans le théâtre français commença à décliner après la Révolution française de 1848 et les nouvelles productions se révélèrent commercialement moins viables que les précédentes. Le populaire Faust (1859) de Charles Gounod débuta comme opéra comique et ne devint un grand opera qu'après sa réécriture de 1860. Les Troyens d'Hector Berlioz (composé entre 1856 et 1858 et révisé ensuite), ne fut représenté dans sa totalité que pratiquement un siècle après la mort de Berlioz — même si certaines parties en furent données auparavant — mais l'esprit de cette œuvre était déjà très éloigné du goût bourgeois pour le grand opéra des années 1830-1840.
Dans les années 1860, le goût pour le grand style était de retour avec La Reine de Saba de Charles Gounod. Elle fut cependant rarement donnée en entier (le grand aria pour ténor « Inspirez-moi, race divine » fut immortalisé sur cylindre par Enrico Caruso). Le grand Meyerbeer mourut le 2 mai 1864. Son Africaine fut donc représentée à titre posthume en 1865. Giuseppe Verdi revint à Paris pour ce que beaucoup considèrent toujours comme le plus important des grands opéras français, l'immortel Don Carlos (1867). Le Roi de Lahore de Jules Massenet est estimé par Grove comme « le dernier grand opéra à avoir eu un succès remarquable ». Ambroise Thomas donna ce style à son Hamlet en 1868, et finalement, pour conclure la décennie, le Faust revisité était représenté à l'Opéra de Paris dans sa forme grand opéra. Gounod a ajouté un ballet et des morceaux à Roméo et Juliette originairement créé à l'opéra-comique en 1867 et qui intégra sous cette nouvelle forme l'opéra de Paris en 1888.
Il ne faut néanmoins pas oublier les dernières grandes productions de Fromental Halévy que sont Le Juif errant (1852) et La Magicienne (1858) à qui Berlioz avait hâtivement prédit une gloire comparable au Don Giovanni de Mozart. Dans La Reine de Chypre, Halévy avait évoqué la famille de Lusignan. Dans La Magicienne, il évoque la fée Mélusine que la légende présente comme la fondatrice de la maison des Lusignan.
Pour l'anecdote, mentionnons qu'Adolphe Adam s'est aussi essayé au Grand Opéra avec Richard en Palestine et Le Fanal.

### Les dernières années
Durant les années 1870 et 1880, une nouvelle génération de compositeurs français continua à produire à grande échelle des œuvres dans la tradition du grand opéra mais souvent en dépassant les frontières du mélodrame. L'influence des opéras de Richard Wagner, malgré l'échec de Tannhäuser à l'Opéra de Paris en 1861, commençait à se ressentir mais il est difficile de dire si ces œuvres peuvent être ou non qualifiées de grands opéras. Jules Massenet a au moins deux importantes œuvres historiques à son crédit (Le Roi de Lahore (Paris, 1877), et Le Cid (Paris, 1885), sans parler de Ariane (1906), de Bacchus (1909) et du Mage (1891). On trouve également dans cette catégorie des opéras comme Polyeucte (Paris, 1878) de Charles Gounod et Henry VIII de Camille Saint-Saëns (Paris, 1883) ou encore Françoise de Rimini d'Ambroise Thomas (1882). Saint-Saëns a aussi à son actif un Etienne Marcel et Le Timbre d'Argent, outre Samson et Dalila qui peuvent également se rattacher à cette esthétique. Ernest Reyer avait commencé à composer son Sigurd des années auparavant mais, dans l'incapacité de le faire créer à Paris, il le mit en scène à La Monnaie de Bruxelles (1884). Patrie ! (Paris, 1886) d'Emile Paladilhe, un compositeur quasiment inconnu, est peut-être l'un des derniers grands opéras à succès. Il atteint près de cent représentations à Paris, et également un nombre important en Belgique où se situait l'action, mais disparut pratiquement sans laisser de trace.
Citons également la Salammbô de Reyer d'après Flaubert recréé à Marseille il y a quelques années ou encore les grands opéras de Victorin Joncières, Sardanapale, Dimitri, La Reine Berthe ou Lancelot. Gwendoline d'Emmanuel Chabrier créé à Bruxelles, de même que Jocelyn de Benjamin Godard (1888), avant Fervaal de Vincent d'Indy s'inscrivent également dans l'esthétique du Grand opéra à la française.
Si aucun extrait d'opéras de Gounod n'a été donné pour l'inauguration du Palais Garnier en 1875, c'est pour punir le compositeur d'avoir gagné l'Angleterre durant le conflit franco-prussien de 1870.

### Le déclin
Il existe trois aspects distincts dans le déclin du grand opéra français :
- le style devenant moins à la mode (et plus cher à produire), de moins en moins de nouveaux opéras étaient composés dans ce format
- la disparition des œuvres du répertoire, pour laisser place à de nouvelles modes comme le vérisme
- le mépris des partisans de l'opéra wagnérien pour la forme

Les coûteux décors du grand opéra, qui demandait aussi des chanteurs très chers — Les Huguenots était connu comme « la nuit des sept étoiles » parce qu'il requérait sept artistes de haut niveau — expliquent sa vulnérabilité économique face au nouveau répertoire. Il perdit donc la place d'honneur à l'Opéra de Paris (particulièrement lors de la destruction par le feu de nombreux décors originaux vers la fin du XIXe siècle). Cependant d'autres théâtres parisiens comme la Gaîté-Lyrique, engageaient encore des artistes de premier rang et donnaient les vieux succès. La Juive y était régulièrement représentée et, en 1917, une saison entière fut consacrée aux œuvres anciennes comme La Reine de Chypre d'Halévy.
Dans le même temps, Wagner attaquait le grand opéra dans Das Judentum in der Musik (Les Juifs dans la musique) et plus spécifiquement dans son essai Oper und Drama (Opéra et Drame). Avec l'influence montante de la musique et des idées wagnériennes, plusieurs compositeurs français, notamment Vincent d'Indy, Ernest Chausson, et Gabriel Fauré, commençaient à suivre Wagner avec des œuvres comme respectivement Fervaal, Le Roi Arthus et Pénélope.

### Aujourd'hui
Aujourd'hui, ces œuvres sont rarement données, tant leur longueur et le coût de leur mise en scène est prohibitif, y compris pour les plus grandes maisons d'opéra. Elles ont toutefois été ressuscitées par le disque et beaucoup revivent dans les festivals et certaines maisons d'opéra en région comme le Théâtre impérial de Compiègne.
Peuvent encore se rattacher à l'esthétique du grand opéra français des œuvres comme Vercingétorix de Joseph Canteloube (1923), Polyphème de Jean Cras ou Don Quichotte de Massenet (1910), voire sa posthume Cléopâtre créée en 1914.
Certaines œuvres de Donizetti appartenant au grand opéra ont été enregistrées par le label Opera Rara, comme Dom Sébastien, Roi de Portugal ou Les Martyrs.

## Hors de France

### Italie

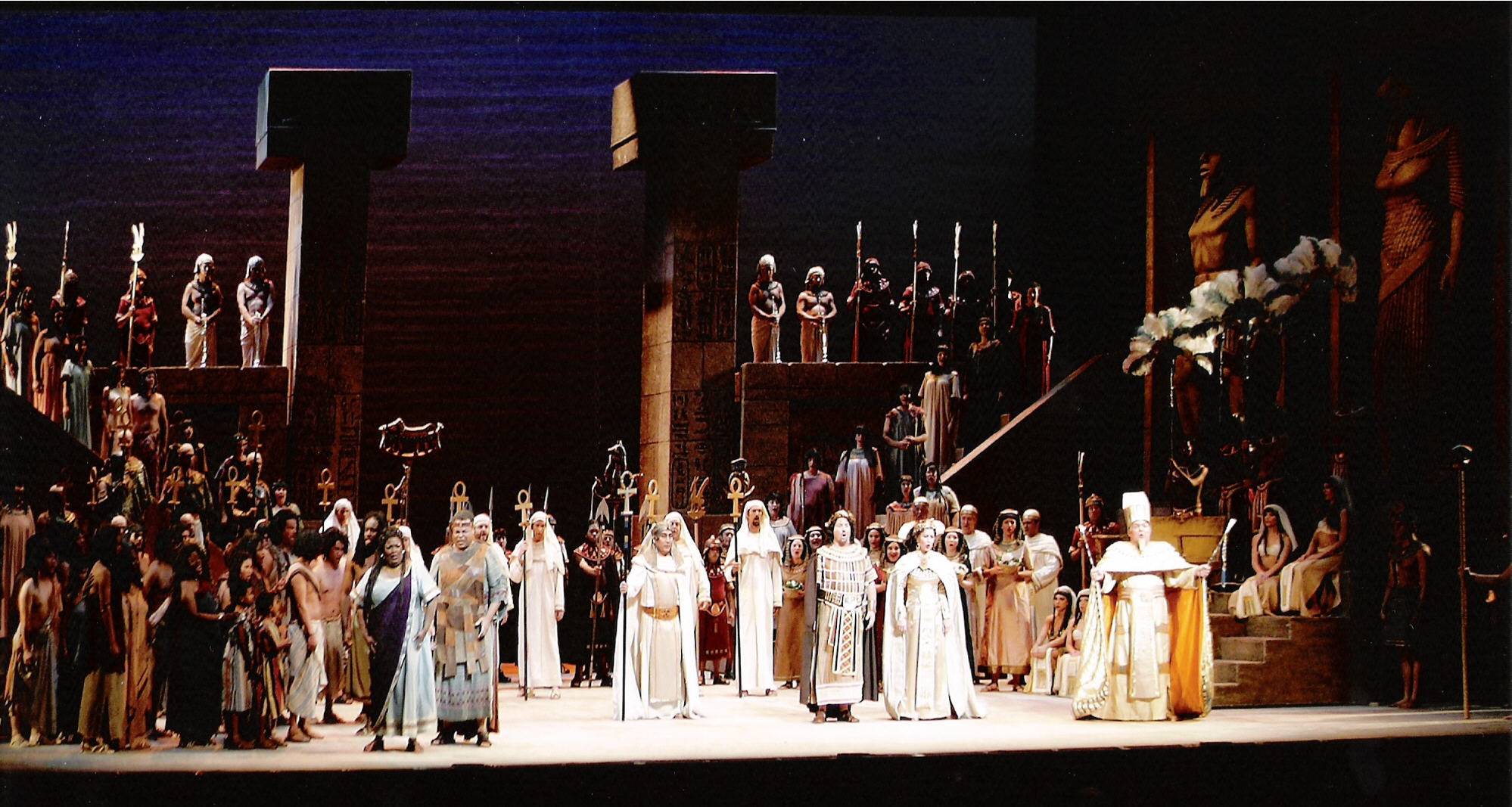
Aida de Giuseppe Verdi : succès du grand opéra sur la scène milanaise.

Le grand opéra français était généralement bien reçu en Italie où il était évidemment toujours donné dans une traduction italienne. Pour l'anecdote, laquelle a été rapportée par Gabriel Pierné dans sa correspondance, lorsque La Reine de Chypre a été donnée en Italie, le refrain « Vive la France » a été traduit en « Vive l'Italie ».
Les opéras italiens intégrant un ballet ont commencé à devenir relativement courants à la fin des années 1860 et dans les années 1870. Certains comme Il Guarany d'Antônio Carlos Gomes furent désignés par les termes d'« opéra-ballet » (c'est-à-dire d'opéra dansé), d'autres non, comme La Gioconda d'Amilcare Ponchielli bien que leur description les range dans cette classification. Ils constituent une évolution du grand opéra. Déjà, Armide de Rossini (1817) comportait un ballet qui clôturait le deuxième acte et dont des fragments ont été réutilisés pour le ballet de Moïse et Pharaon (1827) et celui d'Otello composé après coup par Niedermeyer pour sa création parisienne. Michele Carafa a ajouté un ballet de son cru pour la création parisienne de Sémiramis (1861).
L'Aida de Giuseppe Verdi malgré seulement quatre actes, correspond à bien des égards à la forme grand opéra. L'action se situe dans un cadre historique, traite du « choc des cultures » et est aussi bien illustrée par plusieurs ballets que par sa fameuse Marche triomphale. Il connut un immense succès tant lors de sa première mondiale au Caire, qu'à Milan pour sa première italienne, entraînant dans son sillage certaines œuvres d'autres compositeurs comme Gomes (Fosca, 1873 et Salvator Rosa, 1874), Filippo Marchetti (particulièrement Gustavo Wasa, 1875) et Ponchielli (I Lituani, 1874 et La Gioconda, Milan, 1876, revue en 1880, dont seule la musique du ballet La Danse des heures est restée dans les mémoires).
Les compositeurs italiens continuèrent à écrire des œuvres dans le style du grand opéra durant les années 1880 et même 1890 mais à une fréquence moindre, les exemples en étant le Don Giovanni d'Austria (1880) de Marchetti et Il figliuol prodigo (également 1880) de Ponchielli.

### Allemagne

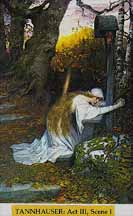
C'est la version de son Tannhäuser revue par Richard Wagner dans le style grand opéra pour Paris qui est donnée à Vienne

Les grands opéras français étaient régulièrement mis en scène par les maisons d'opéra allemandes ; un article de Richard Wagner dépeint les directeurs d'opéra allemands se précipitant à Paris pour tenter d'identifier le prochain succès. Les représentations à Dresde du Prophète (en allemand) en 1850 furent l'occasion d'une série d'articles de Theodor Uhlig, disciple de Wagner, condamnant le style de Giacomo Meyerbeer en attribuant son défaut d'esthétique à ses origines juives, et inspirant à Wagner sa diatribe antisémite Das Judenthum in der Musik.
Meyerbeer était allemand de naissance mais orienta rapidement ses efforts vers sa réussite parisienne. Rienzi, le premier succès de Richard Wagner (créé à Dresde en 1842) est totalement dans le style de Meyerbeer : Wagner était à cette époque un sincère admirateur de son aîné qui l'aida à organiser des représentations de Rienzi et du Fliegende Holländer à Dresde et à Berlin. Wagner attendit 1860/1861 pour refondre Tannhaüser dans le style grand opéra ; c'est cette « version de Paris », adaptée plus tard pour Vienne, qui est généralement produite aujourd'hui. Götterdämmerung, comme le note George Bernard Shaw, montre clairement des traces du retour de Wagner à la tradition du grand opéra ; ce pourrait être aussi le cas des Meistersinger. 
Si Ein Feldlager in Schlesien, opéra de la période de maturité de Meyerbeer est effectivement un Singspiel, son Acte II comporte certaines caractéristiques du grand opéra avec un ballet de présentation et une marche raffinée. Le compositeur en réutilisa la musique dans L'Étoile du Nord.
Dans de nombreuses maisons d'opéra de langue allemande, particulièrement à Vienne, où Eduard Hanslick et plus tard Gustav Mahler eurent respectivement pour champions Meyerbeer et Halévy, les opéras ont continué à être représentés durant le XXe siècle. La montée de l'antisémitisme en Allemagne, surtout après la prise de pouvoir par le parti nazi en 1933, explique la disparition des œuvres de ces compositeurs sur les scènes allemandes jusqu'à la période moderne qui a vu la reprise de certaines d'entre elles comme La Juive à Vienne.